# Дехдешт
Дехде́шт (перс.  دهدشت ‎) — город на юго-западе Ирана, в провинции Кохгилуйе и Бойерахмед. Административный центр шахрестана Кохгилуйе. Третий по численности населения город провинции.

## География
Город находится в центральной части Кохгилуйе и Бойерахмеда, в горной местности западного Загроса, на высоте 828 метров над уровнем моря.
Дехдешт расположен на расстоянии приблизительно 95 километров к западу от Ясуджа, административного центра провинции и на расстоянии 545 километров к югу от Тегерана, столицы страны.

## Население
На 2006 год население составляло 49 995 человек; в национальном составе преобладают луры, в конфессиональном — мусульмане-шииты.
| 1986   | 1991   | 1996   | 2006   | 2011   |
| ------ | ------ | ------ | ------ | ------ |
| 19 596 | 26 722 | 37 301 | 49 995 | 58 497 |